# Петропавлівська сільська рада (Городищенський район)
Петропа́влівська сільська́ ра́да — адміністративно-територіальна одиниця та орган місцевого самоврядування в Городищенському районі Черкаської області. Адміністративний центр — село Петропавлівка.

## Загальні відомості
- Населення ради: 1 224 особи (станом на 2001 рік)

## Населені пункти
Сільській раді підпорядковані населені пункти:
- с. Петропавлівка

## Склад ради
Рада складається з 16 депутатів та голови.
- Голова ради: Ворона Людмила Миколаївна
- Секретар ради: Бабич Людмила Миколаївна

### Керівний склад попередніх скликань
| Прізвище, ім'я, по батькові     | Основні відомості                                                 | Дата обрання | Дата звільнення |  |
| ------------------------------- | ----------------------------------------------------------------- | ------------ | --------------- |  |
| Ворона Людмила Миколаївна       | Сільський голова, 1968 року народження, освіта вища, позапартійна | 26.03.2006   | 31.10.2010      |  |
| Мажаренко Віталій Олександрович | Сільський голова, 1983 року народження, освіта вища,позапартійний | 31.10.2010   |                 |  |

Примітка: таблиця складена за даними сайту Верховної Ради України

### Депутати
За результатами місцевих виборів 2010 року депутатами ради стали:

#### За суб'єктами висування
| Суб'єкт висування | Кількість обраних депутатів | %    |
| ----------------- | --------------------------- | ---- |
| Партія регіонів   | 9                           | 56,3 |
| Самовисування     | 7                           | 43,8 |

#### За округами
| № округу        | Прізвище, ім'я, по батькові   | Дата визнання обраним | Освіта  | Партійна приналежність | Відомості про обраного депутата               |
| --------------- | ----------------------------- | --------------------- | ------- | ---------------------- | --------------------------------------------- |
| Партія регіонів |                               |                       |         |                        |                                               |
| 3               | Жиленко Олена Леонідівна      | 05.11.2010            | середня | позапартійна           | тимчасово не працює                           |
| 4               | Качка Наталія Миколаївна      | 05.11.2010            | середня | позапартійна           | Петропавлівський СЦКД, директор               |
| 5               | Ільченко Віктор Павлович      | 05.11.2010            | середня | позапартійний          | Городищенське УЕГГ, слюсар                    |
| 6               | Заболотня Наталія Василівна   | 05.11.2010            | вища    | позапартійна           | Петропавлівський НВК, педагог -організатор    |
| 7               | Турло Петро Васильович        | 05.11.2010            | середня | позапартійний          | Городищенське УЕГГ, старший майстер           |
| 9               | Курінна Олена Анатоліївна     | 05.11.2010            | середня | позапартійна           | Петропавлівський НВК, вчитель                 |
| 13              | Здоренко Анатолій Іванович    | 05.11.2010            | середня | позапартійний          | приватний підприємець                         |
| 14              | Онопрієнко Петро Миколайович  | 05.11.2010            | середня | позапартійний          | приватний підприємець                         |
| 16              | Остапенко Валентина Іванівна  | 05.11.2010            | середня | позапартійна           | Городищенська СЕС, помічник лікаря            |
| Самовисування   |                               |                       |         |                        |                                               |
| 1               | Остапенко Анатолій Андрійович | 05.11.2010            | середня | позапартійний          | пенсіонер                                     |
| 2               | Бабич Віктор Олексійович      | 05.11.2010            | вища    | позапартійний          | Петропавлівська сільська рада, землевпорядник |
| 8               | Остапенко Сергій Дмитрович    | 05.11.2010            | вища    | позапартійний          | тимчасово не працює                           |
| 10              | Бабич Людмила Миколаївна      | 05.11.2010            | вища    | позапартійна           | Петропавлівська сільська рада, секретар       |
| 11              | Моргун Володимир Васильович   | 05.11.2010            | вища    | позапартійний          | тимчасово не працює                           |
| 12              | Жуган Іван Миколайович        | 05.11.2010            | вища    | позапартійний          | фермерське господарство «Жуган», голова       |
| 15              | Онопрієнко Наталія Федорівна  | 05.11.2010            | середня | позапартійна           | тимчасово не працює                           |